# 11470 Davidminton
11470 Davidminton eller 1981 EE47 är en asteroid i huvudbältet som upptäcktes den 2 mars 1981 av den amerikanska astronomen Schelte J. Bus vid Siding Spring-observatoriet. Den är uppkallad efter David Minton.
Asteroiden har en diameter på ungefär 4 kilometer och den tillhör asteroidgruppen Astraea.